# Alcatrão de hulha
Alcatrão de hulha é um líquido escuro e espesso que é um subproduto da produção de coque e gás de cidade a partir do carvão mineral. É um tipo de creosoto. Tem usos médicos e industriais. Medicinalmente, é um medicamento tópico aplicado na pele para tratar a psoríase e a dermatite seborreica (caspa). Pode ser usado em combinação com terapia de luz ultravioleta. Industrialmente, é um conservante de dormentes e utilizado no revestimento de estradas. O alcatrão de hulha foi listado como um carcinógeno humano conhecido no primeiro Relatório sobre Carcinógenos do Governo Federal dos EUA.
O alcatrão de hulha foi descoberto por volta de 1665 e usado para fins médicos já em 1800. Por volta de 1850, a descoberta de que poderia ser usado como ingrediente principal em corantes sintéticos gerou toda uma indústria. Está na Lista de Medicamentos Essenciais da Organização Mundial de Saúde. O alcatrão de hulha está disponível como medicamento genérico e sem receita.
Os efeitos colaterais incluem irritação da pele, sensibilidade ao sol, reações alérgicas e descoloração da pele. Não está claro se o uso durante a gravidez é seguro para o bebê e o uso durante a amamentação normalmente não é recomendado. O mecanismo de ação exato é desconhecido. É uma mistura complexa de fenóis, hidrocarbonetos aromáticos policíclicos (PAHs) e compostos heterocíclicos. Demonstra propriedades antifúngicas, anti-inflamatórias, anti-coceira e antiparasitárias.

## Usos

### Medicina
O alcatrão de hulha é usado em xampus medicinais, sabonetes e pomadas. Demonstra propriedades antifúngicas, anti-inflamatórias, antipruriginosas e antiparasitárias. Pode ser aplicado topicamente como tratamento para caspa e psoríase e para matar e repelir piolhos. Pode ser usado em combinação com terapia de luz ultravioleta.
O alcatrão de hulha pode ser usado em duas formas: alcatrão de hulha bruto (em latim: pix carbonis) ou uma solução de alcatrão de hulha (em latim: liquor picis carbonis, LPC), também conhecido como liquor carbonis detergens (LCD).  As marcas nomeadas incluem Denorex, Balnetar, Psoriasin, Tegrin, T/Gel e Neutar. Quando utilizado na preparação extemporânea de medicamentos tópicos, é fornecido na forma de solução tópica de alcatrão de hulha USP, que consiste em uma solução de alcatrão de hulha a 20% p/v em álcool, com um adicional de 5% p/v de polissorbato 80 USP; este deve então ser diluído em uma base de pomada como petrolato.

### Construção
O alcatrão de hulha é incorporado em alguns produtos de vedação de estacionamento usados para proteger a integridade estrutural do pavimento subjacente. Os produtos de vedação que são à base de alcatrão de hulha normalmente contêm 20 a 35 por cento de piche de alcatrão de hulha. Pesquisas mostram que é usado em todos os Estados Unidos, no entanto, várias áreas proibiram seu uso em produtos de vedação, incluindo o Distrito de Columbia; a cidade de Austin, Texas; Condado de Dane, Wisconsin; o estado de Washington; vários municípios em Minnesota e outros.

### Indústria
Sendo inflamável, o alcatrão de hulha às vezes é usado para aquecimento ou para aquecer caldeiras. Como a maioria dos óleos pesados, ele deve ser aquecido antes de fluir facilmente.
Uma grande parte do aglutinante usado na indústria de grafite para fazer "blocos verdes" são voláteis de forno de coque, uma parte considerável dos quais é alcatrão de carvão. Durante o processo de cozimento dos blocos verdes como parte da produção comercial de grafite, a maioria dos ligantes de alcatrão de hulha é vaporizada e geralmente é queimada em um incinerador para evitar a liberação na atmosfera, pois os voláteis e o alcatrão de hulha podem ser prejudiciais à saúde.
O alcatrão de carvão também é usado para fabricar tintas, corantes sintéticos (principalmente tartrazina/amarelo nº 5) e materiais fotográficos.
Na era do gás de cidade, havia muitas empresas na Grã-Bretanha cujo negócio era destilar alcatrão de hulha para separar as frações de maior valor, como nafta, creosoto e piche. Muitos produtos químicos industriais foram isolados pela primeira vez do alcatrão de hulha durante esse período. Essas empresas incluíam:
- Bonnington Chemical Works
- British Tar Products
- Lancashire Tar Distillers
- Midland Tar Distillers
- Newton, Chambers & Company (proprietários do desinfetante da marca Izal)
- Sadlers Chemicals

Nos tempos modernos, o alcatrão de hulha é comercializado principalmente como combustível e uma aplicação para alcatrão, como telhados. O valor total do comércio de alcatrão de hulha é de cerca de vinte bilhões de dólares por ano.